# Intet er nytt under solen
«Intet er nytt under solen» —en español: «No hay nada nuevo bajo el sol»— es una canción compuesta por Arne Bendiksen e interpretada en noruego por Åse Kleveland. Fue elegida para representar a Noruega en el Festival de la Canción de Eurovisión tras ganar el Melodi Grand Prix en 1966.

## Festival de Eurovisión

### Melodi Grand Prix 1966
El certamen noruego se celebró el 5 de febrero de 1961, presentado por Øivind Bergh. La canción fue interpretada dos veces: primero por Grynet Molvig con una orquesta grande y luego por Kleveland con la orquesta pequeña. Finalmente, la canción resultó ganadora con 22 puntos.
En las selecciones noruegas anteriores a 1977, todas las canciones que competían se interpretaban en dos ocasiones, con orquesta grande y pequeña, pero esta es la única canción que ha sido publicada en dos versiones; el vídeo de Åse Kleveland usando la orquesta grande y Grynet Molvig con una versión de la orquesta pequeña. La canción tuvo el mejor puesto de Noruega hasta 1985, donde ganaron el Festival con «La det swinge», también en noruego.

### Festival de la Canción de Eurovisión 1966
Esta canción fue la representación noruega en el Festival de Eurovisión 1966. La orquesta fue dirigida por Øivind Bergh.
La canción fue interpretada sexta en la noche del 5 de marzo de 1966, seguida por Finlandia con Ann-Christine Nyström interpretando «Playboy» y precedida por Yugoslavia con Berta Ambrož interpretando «Brez besed». Al final de las votaciones, había recibido 15 puntos, quedando en 3.er puesto de un total de 18 - el puesto más alto de Noruega en el momento.
Fue sucedida como representación noruega en el Festival de 1967 por Kirsti Sparboe con «Dukkemann».

## Letra
En la canción, Åse Kleveland canta sobre un hombre mayor al que conoce, y posteriormente se pregunta que le pasaría si estuviera en su lugar.